# Gwyneth vs Terry: The Ski Crash Trial
Gwyneth vs Terry: The Ski Crash Trial är en brittisk dokumentärserie vars första säsong hade premiär på HBO den 25 december 2023.

## Handling
Serien handlar om rättegången mellan Gwyneth Paltrow och Terry Sanders som har upprinnelse i den skidolycka i Utah 2016 där Terry och Gwyneth krockade.

## Medverkande (i urval)
- Gwyneth Paltrow
- Terry Sanders